# 波焦纳蒂沃
波焦纳蒂沃（義大利語：Poggio Nativo），是意大利列蒂省的一个市镇。总面积16.39平方公里，人口2479人，人口密度151.3人/平方公里（2009年）。ISTAT代码为057055。